# Шакаришвили, Роман Романович
Роман Романович Шакаришвили (груз. რომან რომანოვიჩ შაქარიშვილი; род. 18 апреля 1944) — советский и грузинский невролог, доктор медицинских наук, профессор, академик Академии наук Грузии (2013; член-корреспондент с 1997). Ректор Грузинской государственной медицинской академии (1999—2004).

## Биография
Родился 18 апреля 1944 года в Тбилиси, Грузинской ССР.
С 1953 по 1968 год обучался в Тбилисском государственном медицинском институте. 
С 1968 по 1997 и с 2003 по 2009 и с 2009 года на научно-исследовательской работе в НИИ неврологии и нейрохирургии имени П. Сараджишвили в должностях: с 1968 по 1974 год — младший научный сотрудник, с 1974 по 1984 год — старший научный сотрудник, с 1984 по 1989 год — заведующий кафедрой клинической неврологии и с 1989 по 2003 год — директор этого научного института, с 2003 по 2009 год — научный руководитель и председатель Наблюдательного совета этого института и с 2009 года вновь директор этого института. Одновременно с 1994 по 1997 год являлся — директором Грузинского центра клинической медицины и с 1994 по 2009 год на научно-педагогической работе в Тбилисском государственном университете в качестве заведующего отделением неврологии и нейрохирургии.
С 1999 по 2004 год — ректор Грузинской государственной медицинской академии. С 2009 по 2013 год — заместитель академика-секретаря Академии наук Грузии.

### Научно-педагогическая деятельность и вклад в науку
Основная научно-педагогическая деятельность Р. Р. Шакаришвили была связана с вопросами в области неврологии и нейрохирургии, занимался исследованиями эпилептических припадков при сосудистых заболеваниях головного мозга и  свободнорадикальной патологии нервной системы. Он являлся президентом научного общества неврологов Грузии.
В 1974 году защитил кандидатскую диссертацию по теме: «К вопросам клиники, патогенеза и диагностики эпилепсии дисциркуляторной этиологии», в 1988 году защитил докторскую диссертацию по теме: «Клинико-диагностические и терапевтические аспекты перекисно-липидных поражений нервной системы», в 1994 году ему присвоено учёное звание профессор. В 2009 году был избран член-корреспондентом, в 2013 году действительным членом НАН Грузии. Р. Р. Шакаришвили было написано более трёхсот пятидесяти научных работ, в том числе восьми монографий. Им было подготовлено десять докторских и двенадцать кандидатских диссертаций.

## Награды
- Национальная премия Грузии (2010)
- Премия имени П. Сараджишвили АН Грузии (1995)
- Премия имени З. Панаскертели АН Грузии (2008)[1]

## Основные труды
- Клинико-диагностические и терапевтические аспекты перекисно-липидных поражений нервной системы / АМН СССР. НИИ неврологии. - Москва, 1988. - 46 с.
- Эпилептические припадки при сосудистых заболеваниях головного мозга / В. М. Габашвили, Э. С. Прохорова, Р. Р. Шакаришвили; АН ГССР. - Тбилиси : Мецниереба, 1986. - 337 с.
- Свободнорадикальная патология нервной системы / Р. Р. Шакаришвили, В. М. Габашвили. - Тбилиси : Сабчота Сакартвело, 1988. - 186 с.  ISBN 5-529-00277-3
- Дети со сложными нарушениями развития: психофизиологические исследования : . - Москва : Экзамен, 2006. - 349 с.  ISBN 5-472-00419-5[3]